# AB G 3/4
Die G 3/4 waren meterspurige Nassdampf-Tenderlokomotiven mit der Achsfolge C1', welche die Appenzeller Bahn AB in den Jahren 1886/87 anlässlich der Verlängerung ihrer Bahnstrecke von Urnäsch nach Appenzell in Betrieb nahm.

## Konstruktion
Die Konstruktion der G 3/4 lehnte sich grundsätzlich am Vorgängermodell G 3/3 an, wobei die inzwischen gemachten Erfahrungen als Verbesserungen einflossen. Zur Verminderung des Überhangs, zur besseren Lastverteilung und zur Vergrösserung der Vorräte wurde eine Adamsachse als hintere Laufachse eingebaut. Der Aussenrahmen und das Kurbeltriebwerk mit Walschaerts-Steuerung blieben gleich, um dieselben Ersatzteile verwenden zu können. Der Kessel trug einen Dampfdom mit Federwaag-Sicherheitsventil. Die seitlichen Wasserkästen hatten einen rechteckigen Querschnitt und waren trotz des grösseren Inhalts kürzer. Der Kohlekasten befand sich hinter dem Führerstand ausserhalb des Führerhauses. Die Maschinen verfügten über eine Gegendruckbremse und Dampfheizung.

## Betrieb, Änderungen

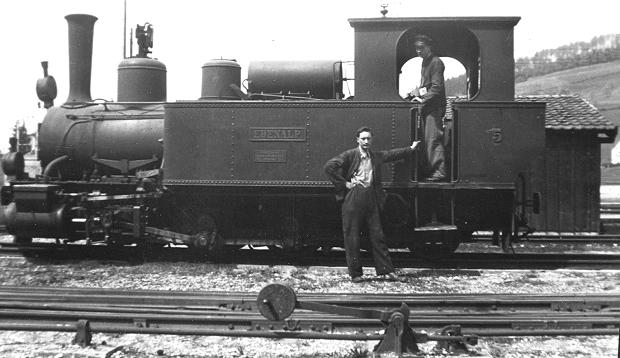
G 3/4 Nr. 5 „Ebenalp“ vor einem ihrer Einsätze mit einem Alpviehzug

Die zulässigen Anhängelasten entsprachen denen der G 3/3. Nach der Inbetriebnahme der G 4/5 waren die G 3/4 der Reserve zugeteilt.  Die Höchstgeschwindigkeit wurde 1924 von 30 km/h auf 35 km/h erhöht. Die G 3/4 5 erhielt 1932 noch eine Hauptrevision. Bis zum Eintreffen der BCe 4/4 44 und 45 wurde sie an Grossverkehrstagen mit Alpviehtransporten oder an Landsgemeindesonntagen vor Güter- und Extrazügen eingesetzt. 
Die Spindelbremse der Lok wurde ab 1887 durch die Körting-Vakuumbremse für den Zug und ab 1897 mit der Westinghouse-Bremse ergänzt, die im Gegensatz zur Vakuumbremse auch auf die Lokomotivräder wirkte. Der Luftbehälter befand sich auf dem Kessel, die Luftpumpe war rechts an der Rauchkammer angebracht. Der Dampfdruck wurde 1902 von 10 auf 11 atü erhöht. 1904 erhielten die Maschinen Sicherheitsventile Bauart Klose.

## Verbleib
Die G 3/4 6 wurde 1941 ausrangiert. Lokomotive 5 verblieb zunächst als fahrdrahtunabhängige Reserve, erhielt 1949 die Nummer 50 und blieb bis 1952 im Bestand der AB. 1972 erwarb der Dampfloki-Verein Appenzeller Bahn für den Einsatz vor Nostalgiezügen von der Rhätischen Bahn die ähnliche G 3/4 14.

## Liste der G 3/4 der Appenzeller Bahn
| Betriebs- Nummer | Name                        | Fabrik- Nummer | Baujahr | ausrangiert |
| ---------------- | --------------------------- | -------------- | ------- | ----------- |
| 5                | Waldstatt, ab 1910: Ebenalp | 428            | 1886    | 1952        |
| 6                | Hochalp                     | 459            | 1887    | 1941        |